# Rudolf Cohn

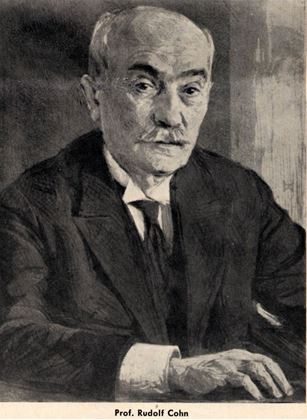
Rudolf Cohn, Foto eines Gemäldes von Heinrich Wolff

Rudolf Cohn (* 23. April 1862 in Schneidemühl; † 11. April 1938) war ein deutscher Pharmakologe und Professor für Innere Medizin und Pharmakologie an der Albertus-Universität Königsberg.

## Leben als Arzt und Kunstmäzen
Rudolf Cohn war Sohn des Kantors Hermann Cohn in Schneidemühl/Ostpreußen und seiner Frau Henriette, geb. Bleichrode. Am 23. April 1862 in Schneidemühl geboren, besuchte er von 1870 bis 1880 das Kneiphöfische Gymnasium in Königsberg. Bereits in diesen Jugendjahren spielte er virtuos Klavier und trat zugleich als Sänger in halb-öffentlichen Konzertabenden auf.
Cohns engagierte sich, zusammen mit seiner Frau Margarete, geb. Lazar (1877–1952), Schwester des Arztes Berthold Lazar, in der Jüdischen Gemeinde Königsberg. Aufgrund seiner musischen und malerischen Begabung wurde er zum Gastgeber von Musiker- und Kunstkreisen und nahm als geübter Kammermusiker (Pianist und Sänger) an klassischen Salon-Konzerten teil, z. B. mit dem Trio der  Cellistin R.A. Sebba und der Violinistin Lisbeth Cohn, der Frau des Königsberger Augenarztes Willi Cohn. Zudem war er in Königsberg als Kunstmäzen bekannt und befreundet mit Lovis Corinth und Heinrich Wolff. Dies erklärt, weshalb das ihn porträtierende Gemälde von H. Wolff aus dessen Königsberger Professoren-Portraitsammlung als Fotografie von seiner Tochter Alice Lewin überliefert werden konnte (Abb.)
Nach dem Entzug der Lehrbefugnis 1933 erkannte Cohn sofort die Gefahr für die Zukunft und emigrierte nach Palästina. Dabei musste er seine umfangreiche Sammlung, d. h. seine  „antiken Möbel, Erstausgaben, seine Gemäldesammlung, antiken Kunstgegenstände aus Silber und Kristall neben der großen Bibliothek“ (Lewin) zurücklassen. Nur den geliebten Flügel nahm er mit nach Palästina. Zu seiner Gemäldesammlung gehörten zahlreiche Bilder von Heinrich Wolff und Rudi Hammer (1882–1957), die er als Kunstmäzen förderte, sowie mehrere Originale von Lovis Corinth. Die Sammlung dürfte verschollen sein, wenngleich 2013 bei einer Auktion das Ölgemälde „Porträt Charlotte Corinth in brauner Bluse, 1910; Öl auf Leinwand, Sammlung Rudolf Cohn“ beim Auktionshaus Lempert versteigert wurde. Nach seiner Vertreibung nach Israel widmete er sich nur noch der Musik. Er verstarb am 11. April 1938.

## Berufsleben
Cohn studierte Medizin bei dem Patho-Hämatologen Ernst Neumann sowie dem Pathologen Bernhard Naunyn und promovierte 1885 mit der Arbeit „Über die Bedeutung des negativen Thoraxdruckes“. Anschließend wurde er Assistent bei Max Jaffé am Pharmakologischen Institut Königsberg. Nach erfolgreicher Habilitation am 23. Juli 1892 in der Pharmakologie wurde er Privatdozent, 1898 a.o. Professor. Seine wissenschaftliche Arbeit galt überwiegend der Physiologischen Chemie im tierischen und menschlichen Organismus. Bis 1931 hielt er Vorlesungen an der Universität über Bäder und Arzneiverordnungslehre, besonders aber zu den Themen „Die experimentelle Grundlage der Eisentherapie“, „Über die Chemie der Arzneimittel“, „Über die soziale Bedeutung der Hygiene“, „Über Bäderlehre“, „Über die Ernährung des Menschen“ und „Über die Bedeutung des Kochsalzes und des Vegetarismus“. Ein Ordinariat wurde ihm möglicherweise Mitte der 20er Jahre aus religiösen Gründen verwehrt, so dass er sich als Internist in eigener Praxis in der Tragheimer Kirchstr. 71 niederließ. Im Nebendienst war er vertrauensärztlich für die Krankenkassen und in der Gerichtsmedizin tätig. Cohn hat eine Vielzahl von wissenschaftlichen Publikationen geschrieben (Lewin) und einen Nachruf über Max Jaffé.
1930 ist er in der von den Nationalsozialisten initiierten „Deutschen Auskunftei“ verzeichnet. Folglich dürfte er 1933 aufgrund des Gesetzes zur Wiederherstellung des Berufsbeamtentums wegen „volljüdischer Herkunft“ (Tilitzki) entlassen worden sein. Ihm wurde „in der ersten Entlassungswelle“ jegliche universitäre Berufstätigkeit entzogen.